# Wehringhausen

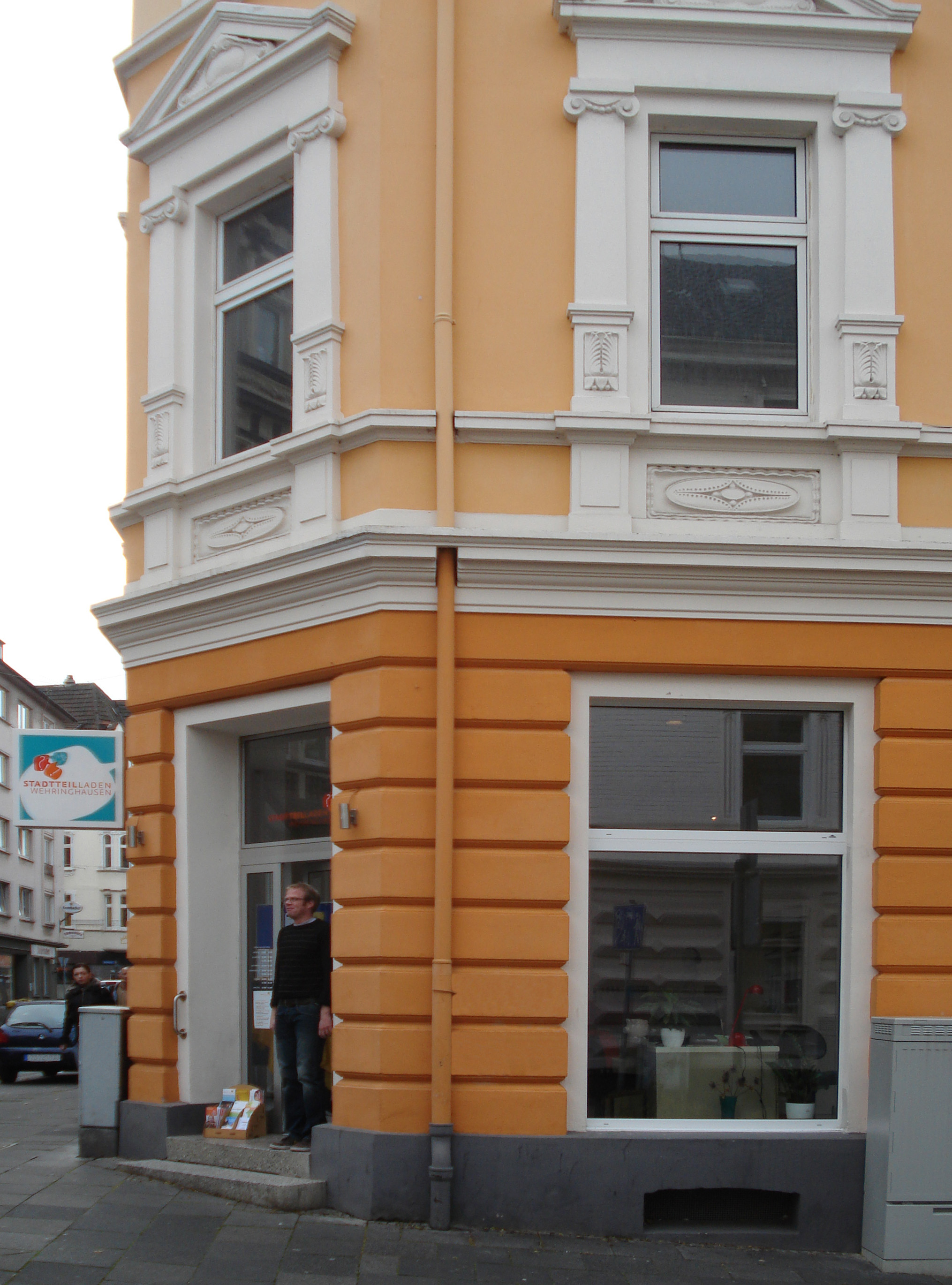
Stadtteilladen in Wehringhausen

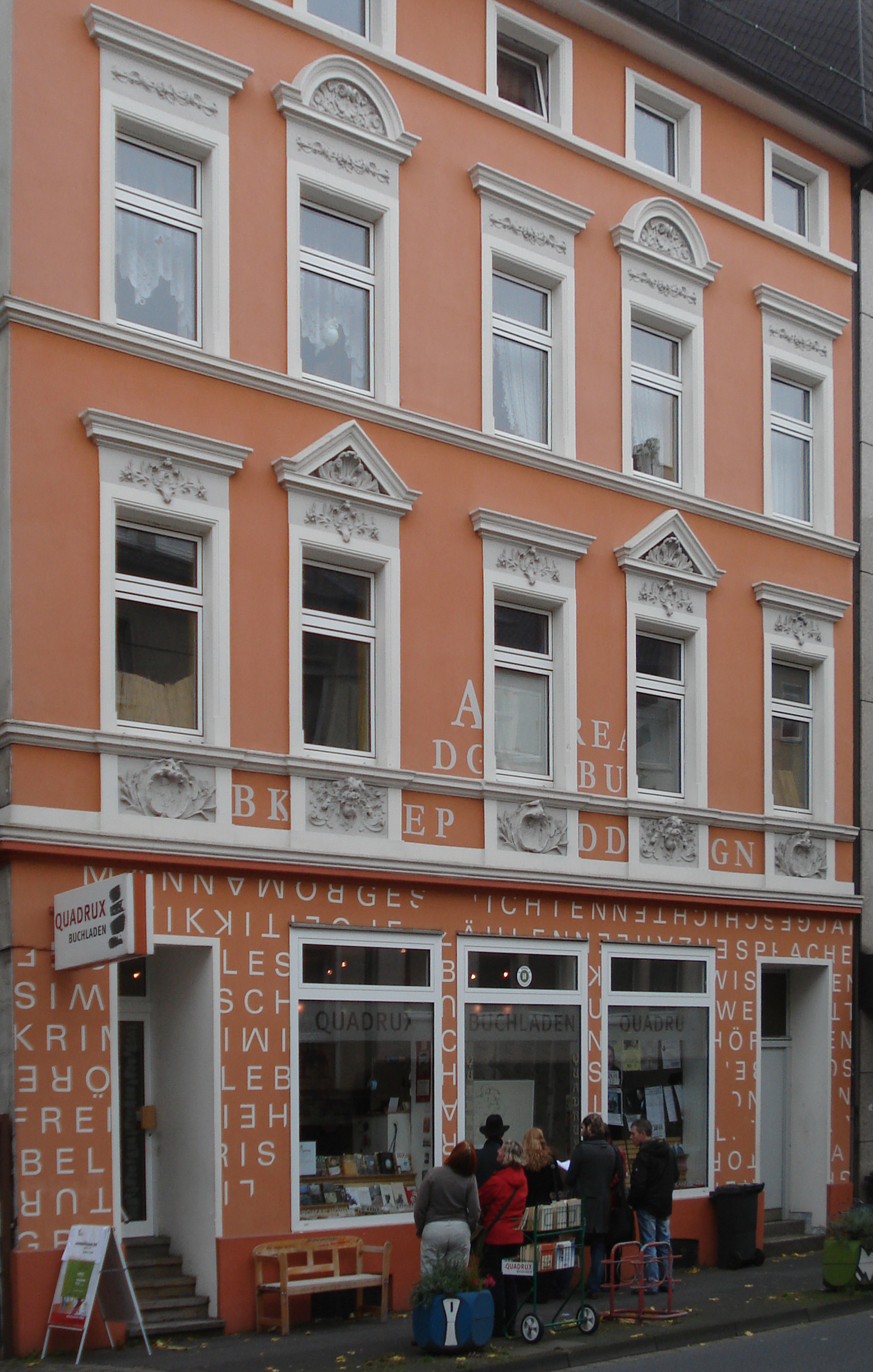
Buchladen Quadrux in Wehringhausen

Wehringhausen ist ein Stadtteil im Stadtbezirk-Mitte der kreisfreien Großstadt Hagen in Nordrhein-Westfalen und gliedert sich in die Wohnbezirke Wehringhausen-West und Wehringhausen-Ost. 2024 hatte Wehringhausen 16.328 Einwohner.
Der Stadtteil liegt zwischen der Hagener Innenstadt und den Stadtteilen Haspe und Kuhlerkamp.

## Geschichte
Die Endung -hausen für eine Siedlung wurde früher häufig von den Franken genutzt. Es ist also anzunehmen, dass Wehringhausen seine Entstehung dem fränkischen Missionierungswillen verdankt. So kann man den Namen der Zeit der großen Wanderungen im 5. bis 8. Jahrhundert zuweisen.
Erstmals wurde Wehringhausen im Jahre 1050 als Weridinchuson in einem Güter- und Einkünfteverzeichnis der Benediktiner- und Reichsabtei Werden mit einer jährlichen grundherrlichen Abgabe von fünf Silberlingen erwähnt. In einer Zinspflichtigenrolle wurde von 1200 bis 1220 ein Lvitgart de Vverdinchusen aufgeführt. Im Jahr 1300 wurde der Ort erstmals Werdinghůsen in perrochia Hagen genannt. 1395 bis 1408 war Gobele van Weirdinchusen Freigraf von Volmestein. Um 1430 wird ein Gut des Hannes Tacken genannt. 1615 war ein Elbert Schulte zu Weringkhausen. Der Ortsname kann als „bei den Häusern der Leute des Ward(o) oder des Warid“ benannt werden.
Die Bauerschaft Wehringhausen gehörte im Kirchspiel und Gericht Hagen zur Grafschaft Mark. Im Schatzbuch der Grafschaft Mark von 1486 werden in der Werdychhuser Burschop 13 steuerpflichtige Hofbesitzer mit einer Abgabe zwischen ½ Gg und 8 Goldgulden genannt. Die größten Höfe gehörten Belleke des Wreden, Dyrich Tacke, Hans Teyme und Johan Teyme.
Am 1. Januar 1876 wurde Wehringhausen zusammen mit Eilpe in die Stadt Hagen eingemeindet. Adolph Müller gründete zusammen mit Paul Büsche 1887 in Wehringhausen die Firma Büsche & Müller, aus der 1890 die Accumulatoren Fabrik Aktiengesellschaft Berlin-Hagen (AFA) hervorging. Das 1962 in VARTA Batterie AG umfirmierte Unternehmen entwickelte sich zu einem der weltweit größten Hersteller von Bleiakkumulatoren.
Wehringhausen hat sich – besonders nach dem Zweiten Weltkrieg – zu einem eigenständigen Stadtquartier entwickelt, einer kleinen Stadt in der Großstadt, was das Leben in diesem Stadtteil wesentlich beeinflusst und vereinfacht. So haben sich zum Beispiel Geschäfte und Restaurants niedergelassen, die die Wege in die Innenstadt nicht mehr notwendig machen, da eigentlich alles Lebensnotwendige hier besorgt werden kann. Neben kleinen Cafés und Restaurants findet man einen Bioladen, eine Buchhandlung, mehrere Discounter und ein Supermarkt, einen Bäcker, einen Metzger sowie Obst-und-Gemüse-Läden und unterschiedliche Handwerksdienste. Wehringhausen gilt wegen seiner Einwohner vieler verschiedener Nationalitäten als multikultureller Stadtteil. Als Zentrum des Stadtteils gilt hauptsächlich die Lange Straße zwischen Pelmkestraße und dem Bergischen Ring und besonders der Wilhelmsplatz, wo oft von einem örtlichen Händlerverband organisierte Veranstaltungen und Stadtteilfeste (u. a. eine Nacht der langen Tische) stattfinden.

## Bevölkerung
Am 31. Dezember 2024 lebten 16.328 Einwohner in Wehringhausen.
Strukturdaten der Bevölkerung in Wehringhausen (2024):
- Bevölkerungsanteil der unter 20-Jährigen: 23,9 % (Hagener Durchschnitt: 20,5 %)[8]
- Bevölkerungsanteil der mindestens 60-Jährigen: 23,4 % (Hagener Durchschnitt: 29,0 %)[9]
- Ausländeranteil: 37,7 % (Hagener Durchschnitt: 24,3 %)[10]

## Kultur und Soziales
In dem Stadtteil steht die römisch-katholische Kirche St. Michael, die zwischen 1898 und 1915 in zwei Bauabschnitten errichtet wurde und heute zur Kirchengemeinde St. Michael und Maria, Hilfe der Christen gehört.
Die 1909–1911 erbaute Pauluskirche ist das Gotteshaus der evangelisch-lutherischen Pauluskirchengemeinde.
Für die Grundschüler aus Wehringhausen gibt es zwei zuständige Grundschulen: die Emil-Schumacher-Schule und die Janusz-Korczak-Schule. Als weitere Schule, nicht zum Stadtteil gehörend, aber direkt angrenzend und mit einem großen Anteil Wehringhauser Schüler, das Fichte-Gymnasium (benannt nach Johann Gottlieb Fichte).
Die Gebäude der ehemaligen Hauptschule Wehringhausen beheimaten die Friedrich-von-Bodelschwingh-Schule, Förderschule der Stadt Hagen. Außerdem ist in diesem Gebäude die FESH-Gesamtschule (Freie Evangelische Gesamtschule Hagen) beheimatet.
Überregional bekannt ist das soziokulturelle Kulturzentrum Pelmke, eine ehemalige Grundschule, in Wehringhausen.
Seit November 2007 existiert im Stadtteil Wehringhausen ein offenes Jugendzentrum. Träger ist die Evangelische Jugend im Kirchenkreis Hagen.
Im Sommer 2010 wurde der Wehringhauser „Stadtteilladen“ eröffnet, der sich als ein „Kompass durch den Stadtteil“ sieht und Information und Beratung anbietet. Der Stadtteilladen wurde begleitet von Stadt und Wirtschaftsförderung, finanziell gefördert vom Land NRW und der EU, und unterstützt von der Wehringhauser Händlergemeinschaft.
Im Jahr 2012 wurde Wehringhausen in die Städtebauförderung im Rahmen des Programms „Soziale Stadt“ aufgenommen. Ziel ist, den Stadtteil, der in Teilen eine negative Entwicklung genommen hat, wieder zu stabilisieren und aufzuwerten. Im Frühjahr 2014 hat die Stadt Hagen zur Koordination Erneuerungsprozesses vor Ort ein Quartiersmanagement eingesetzt. Aus dem Stadtteilladen in der Lange Straße 22 werden die baulichen, lokalwirtschaftlichen und kulturellen Belange von der S·T·E·R·N GmbH - NRW betreut. Eine Arbeitsgemeinschaft der Diakonie und der Caritas ist mit der Bearbeitung der Themenbereiche Soziales, Integration und Bildung beauftragt. Dazu gehört seit Ende 2022 auch ein Familienbüro am Wilhelmsplatz als Anlaufstelle für Familien aus dem Viertel. Unter intensiver Beteiligung der Öffentlichkeit werden eine Reihe von öffentlichen Baumaßnahmen umgesetzt, u. a. die Erneuerung des Wilhelmsplatzes, des Bodelschwinghplatzes und die Neuanlage eines Freizeitbereichs im Unteren Wehringhausen („Bohne“). Die Maßnahmen im öffentlichen Raum tragen dazu bei, dass Immobilienbesitzer zunehmend wieder in die Erneuerung der überwiegend gründerzeitlichen Bausubstanz investieren. Der Erneuerungsprozess wird flankiert durch Projekte im kulturellen Bereich (u. a. StreetArt) sowie durch gemeinwesenorientierte Projekte wie NRW hält zusammen, Urban Gardening, den Ende 2019 eröffneten soziokulturellen Treffpunkt am Wilhelmsplatz oder ein Repair-Café.

## Verkehr

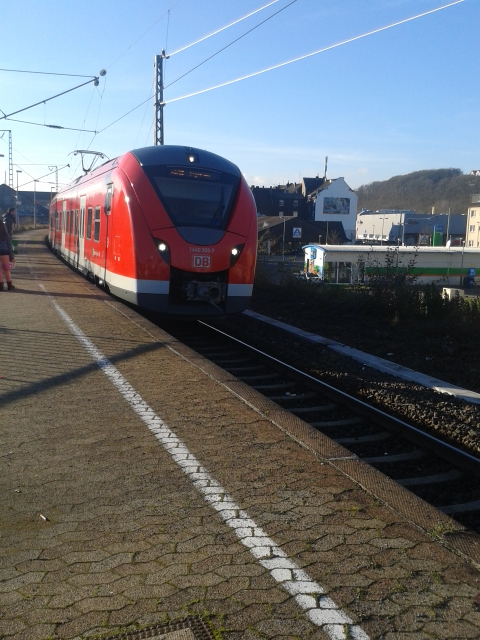
S-Bahnhof Wehringhausen

### Straße und Eisenbahn
Durch die Lage zwischen der Hagener Innenstadt und dem Stadtteil Haspe wird Wehringhausen von zahlreichen Verkehrsachsen durchzogen. Zum einen verläuft die Landesstraße 700 (ehemalige Bundesstraße 7) durch Wehringhausen und hat hier den Namen Wehringhauser Straße. Hinzu kommen die Bahnstrecken Wuppertal–Dortmund, Hagen–Dieringhausen und Düsseldorf–Dortmund. An letzterer befindet sich der Haltepunkt Hagen-Wehringhausen, den die Linien S8 (Hagen–Mönchengladbach) und S9 (Hagen–Recklinghausen) der S-Bahn Rhein-Ruhr zusammen alle 30 Minuten bedienen.
| Linie | Verlauf | Takt   |
| ----- | --- | ------ |
| S 8   | Hagen Hbf – HA-Wehringhausen – HA-Heubing – HA-Westerbauer – Gevelsberg-Knapp – Gevelsberg Hbf – Gevelsberg-Kipp – Gevelsberg West – Schwelm – Schwelm West – W-Langerfeld – W-Oberbarmen – W-Barmen – W-Unterbarmen – Wuppertal Hbf – W-Steinbeck – W-Zoologischer Garten – W-Sonnborn – W-Vohwinkel – Haan-Gruiten – Hochdahl-Millrath – Hochdahl – Erkrath – D-Gerresheim – D-Flingern – Düsseldorf Hbf – D-Friedrichstadt – D-Bilk – D-Völklinger Straße – D-Hamm – NE Rheinpark-Center – NE Am Kaiser – Neuss Hbf – Büttgen – Kleinenbroich – Korschenbroich – MG-Lürrip – Mönchengladbach Hbf Stand: Fahrplanwechsel Dezember 2023                                | 60 min |
| S 9   | Recklinghausen Hbf – Herten (Westf) – Gladbeck West – Bottrop-Boy – Bottrop Hbf – E-Dellwig Ost – E-Gerschede – E-Borbeck – E-Borbeck Süd – Essen West – Essen Hbf – E-Steele – E-Überruhr – E-Holthausen – E-Kupferdreh – Velbert-Nierenhof – Velbert-Langenberg – Velbert-Neviges – Velbert-Rosenhügel – Wülfrath-Aprath – W-Vohwinkel – W-Sonnborn – W-Zoologischer Garten – W-Steinbeck – Wuppertal Hbf – W-Unterbarmen – W-Barmen – W-Oberbarmen – W-Langerfeld – Schwelm West – Schwelm – Gevelsberg West – Gevelsberg-Kipp – Gevelsberg Hbf – Gevelsberg-Knapp – HA-Westerbauer – HA-Heubing – HA-Wehringhausen – Hagen Hbf Stand: Fahrplanwechsel Dezember 2023 | 60 min |

Die ehemals vielbefahrene Wehringhauser Straße wurde im Bereich des unteren Wehringhausen durch eine Umgehungsstraße vom Durchgangsverkehr befreit und zu einer Wohnstraße.

### Straßenbahn

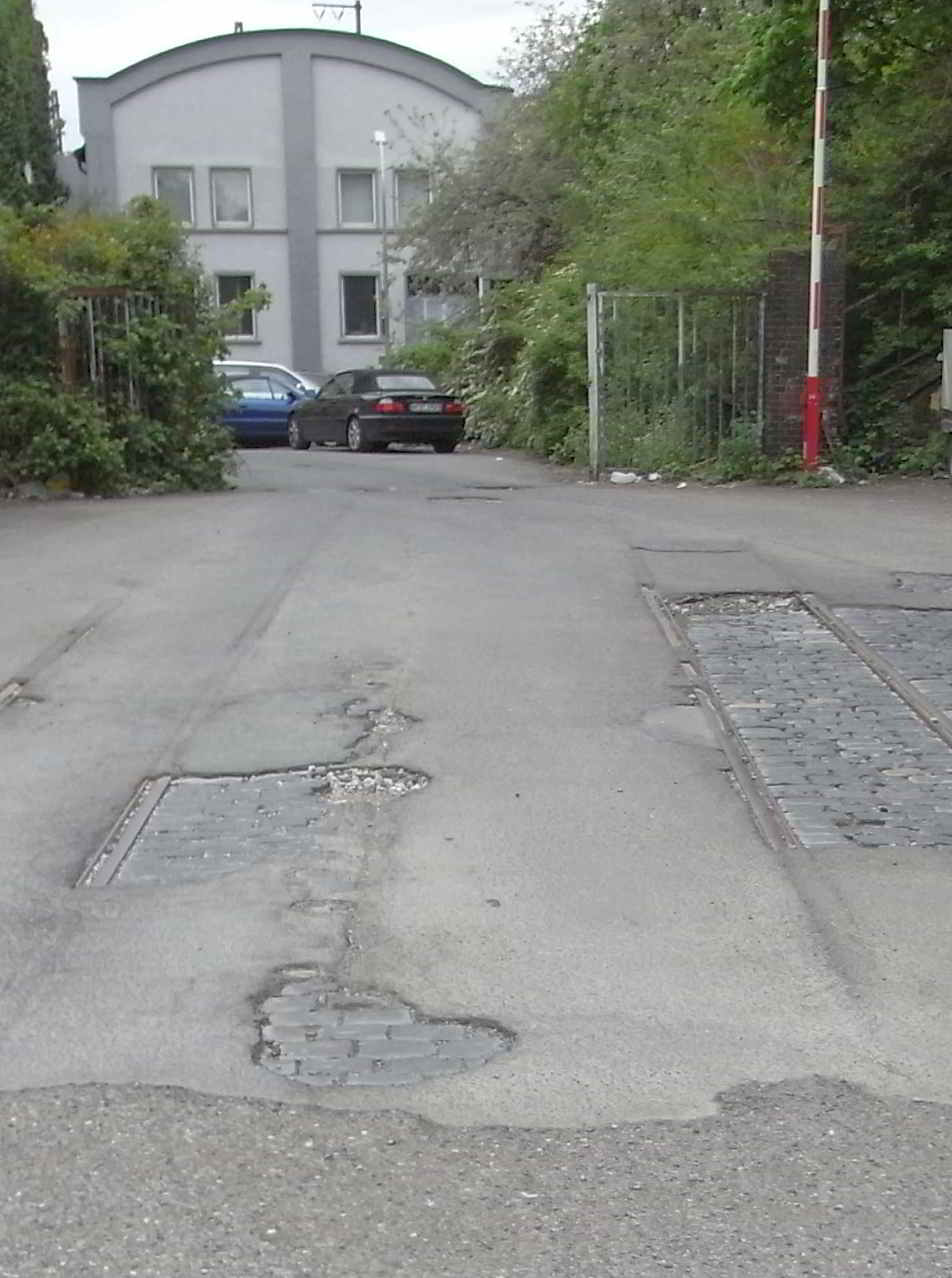
Gleisreste auf dem Aldi-Parkplatz

Ab dem 1. Mai 1922 gab es eine Straßenbahnstrecke durch die Lange Straße bis zur Franklinstraße, die anfangs von den Linien 8 und 9, ab den 1930er Jahren nur noch von der Linie 8 der Hagener Straßenbahn befahren wurde. Die Strecke wurde am 27. Mai 1969 stillgelegt.
Eine weitere Straßenbahnstrecke wurde am 7. Februar 1927 eröffnet. Es handelte sich um die Verbindung Kampstraße–Buscheystraße–Bachstraße–Augustastraße–Minervastraße, die von der Linie 9 (anfangs: Linie 10) befahren wurde. Am 9. Oktober 1955 wurde die Strecke eingestellt.
Die bei weitem wichtigste Strecke war jedoch die im Zuge der Wehringhauser Straße Richtung Kückelhausen und Haspe, welche 1885 eröffnet wurde. Da man sich jedoch nicht mit der Bergisch-Märkischen Eisenbahn über eine Querung des Bahnübergangs einigen konnte und ein gebrochener Verkehr nicht dauerhaft bestehen konnte, wurde die Strecke bereits im Sommer 1886 stillgelegt. Erst nachdem die noch heute bestehende Unterführung gebaut wurde, konnte die Strecke 1892 wieder in Betrieb genommen werden. Die Strecke wurde von den Linien 2 (Hohenlimburg–Gevelsberg), 3 (Emst–Gevelsberg) und 11 (Hagen-Markt–Breckerfeld) bedient, sie wurde am 1. Juni 1975 stillgelegt.
Zudem lag in Wehringhausen ein Straßenbahnbetriebshof. Auf dem Gelände des Depots stehen heute die Gebäude von Ener-Sys, ein Aldi-Discounter und eine Autowaschanlage. An der Einfahrt zum Aldiparkplatz von der Minervastraße und auf dem Parkplatz kann man noch umfangreiche Gleisreste der Straßenbahn erkennen.

### Bus
Stand: 14. Juni 2020
Der Stadtteil wird von den Buslinien 514, 517, 521, 525, 542 und 543 der HST erschlossen. Über die Buschey- und Eugen-Richter-Str. verkehren die Linien 525 und 543 (zusammen alle 15 Minuten, sonntags alle 30 Minuten), auf der Lange Str. die Linien 514 und 521 (zusammen alle 15 Minuten, sonntags alle 30 Minuten), auf der Wehringhauser Str. die Linie 542 (alle 10 Minuten, sonntags alle 15 Minuten) und am Rande des Stadtteils in Richtung Kuhlerkamp die Linie 517 (alle 15 Minuten, sonntags alle 30 Minuten). Alle Linien bedienen sowohl den Hagener Hauptbahnhof (Ausnahme: 525), als auch die zentrale Haltestelle Stadtmitte.
Im Spätabend- und am Wochenende im Nachtverkehr werden die Linien durch die Nachtbusse NE 2 (Richtung Kuhlerkamp), NE 3 (Wehringhauser Str.) und NE 4 (Buschey- und Eugen-Richter-Str.) ersetzt.

## Bodelschwinghplatz Wehringhausen

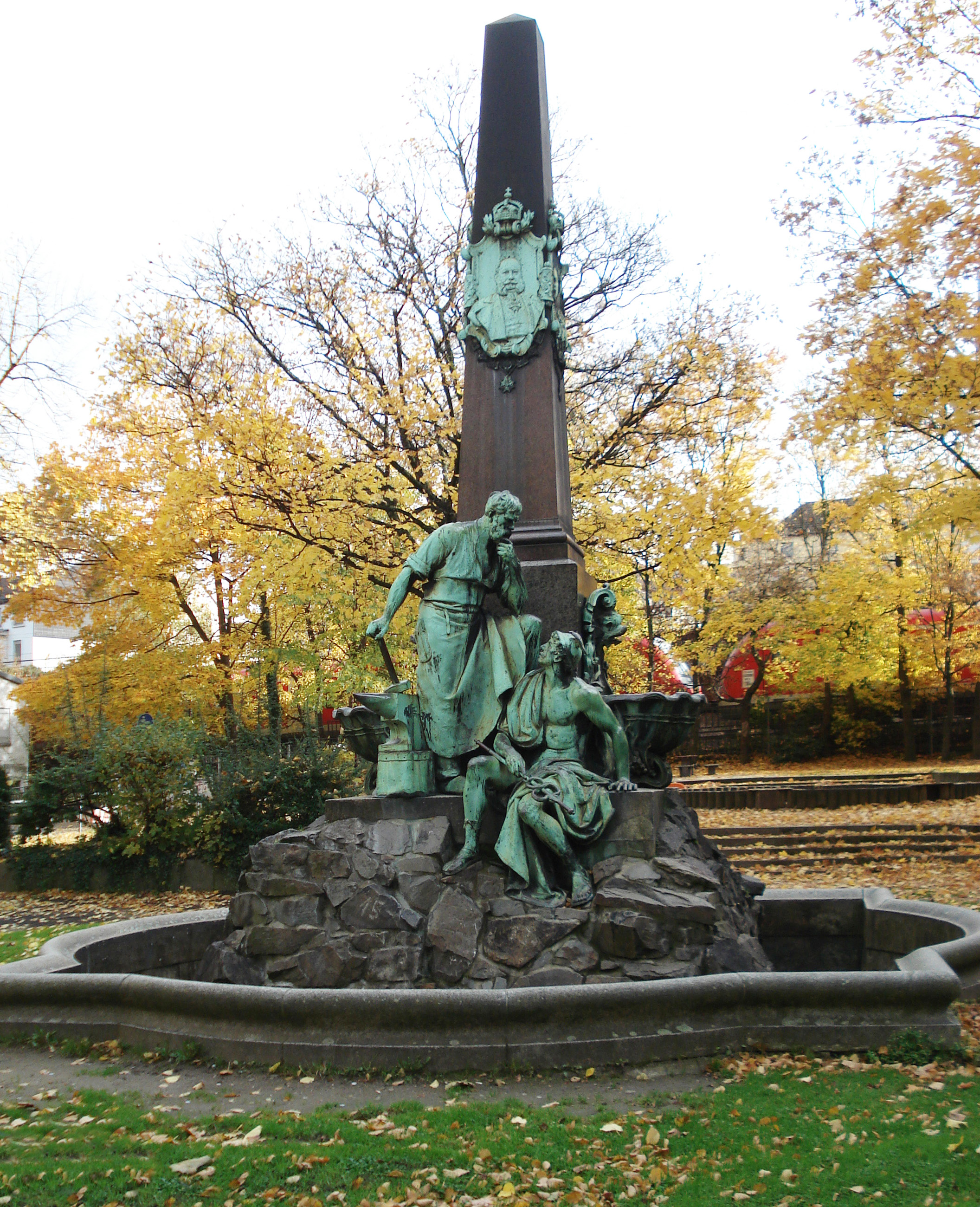
Drei-Kaiser-Brunnen auf dem Bodelschwinghplatz

1874 wurde auf dem jetzigen Bodelschwinghplatz zu Ehren der im Deutsch-Französischen Krieg 1870/71 gefallenen Wehringhauser Soldaten ein Kriegerdenkmal mit einer aus Stein gearbeiteten Germania-Figur errichtet, das gegen Ende des Jahrhunderts jedoch starke Zersetzungsschäden aufwies. Statt einer Restaurierung wurde 1897 von Wehringhauser Bürgern eine komplette Neugestaltung des Denkmals durch den Bildhauer Emil Cauer angeregt. Zentraler Bestandteil des von Cauer entworfenen Drei-Kaiser-Brunnens ist ein Obelisk aus rot poliertem Granit, der an drei Seiten die Porträts von Kaiser Friedrich III. (1831–1888), Wilhelm I. (1797–1888) und Wilhelm II. (1859–1941) trägt, auf der vierten Seite das Hagener Stadtwappen. Die Figurengruppe auf dem Brunnen bilden ein Schmied und der geflügelte Götterbote Merkur, die stellvertretend die einheimische Industrie und den Handel symbolisieren.
Der „Kaiserplatz“ mit dem Denkmal in seiner Mitte wurde 1933 durch die Nationalsozialisten in „Boelcke-Platz“ umbenannt und erhielt nach dem Zusammenbruch des Dritten Reiches seinen heutigen Namen, zu Ehren des evangelischen Pfarrers Friedrich von Bodelschwingh, einem erklärten Nazi-Gegner.
Im Rahmen des Projekts Soziale Stadt Wehringhausen wird der Bodelschwinghplatz im Jahr 2017 zusammen mit der Wehringhauser Straße und dem Verbindungstunnel zur Augustastraße baulich erneuert.

## Varta-Insel
Unter dem Marketing-Begriff „Hagen Valley“ möchte die Stadt durch ihre „Hagen.Wirtschaftsentwicklung“ ab 2022 zwei Brachflächen an der Ennepe entwickeln. In Wehringhausen soll dabei auf der „Varta-Insel“ ein Bildungscampus mit dem Schwerpunkt Energietechnik entstehen. Ein Seitenarm der Ennepe soll freigelegt werden und einen zentraler Grünzug durch das Areal bilden. Zur Ausgestaltung der Entwicklungsideen plant die Stadt für 2023 mehrtägige Foren mit Investoren und gewerblichen Nutzern, Bürger der Stadt wurden bisher noch nicht breit in die Entwicklung einbezogen.

## Söhne und Töchter
- Eduard Friedrich von Eversmann (1794–1860), Biologe und Forschungsreisender
- Emil Schumacher (1912–1999), Künstler
- Wilhelm Post (1852–1896), Unternehmer